# Drofîne (Nîjnohirskîi)
Drofîne (în ucraineană Дрофине) este localitatea de reședință a comunei Drofîne din raionul Nîjnohirskîi, Republica Autonomă Crimeea, Ucraina.

## Demografie
Componența lingvistică a localității Drofîne
     Rusă (54,29%)
     Tătară crimeeană (28,16%)
     Ucraineană (16,59%)
     Alte limbi (0,29%)
Conform recensământului din 2001, majoritatea populației localității Drofîne era vorbitoare de rusă (54,29%), existând în minoritate și vorbitori de tătară crimeeană (28,16%) și ucraineană (16,59%).